# Détournement
Détournement (fr. zmiana trasy, przechwytywanie) – technika utworzona w latach 50. przez Międzynarodówkę Letrystyczną, a następnie zaadaptowana przez Międzynarodówkę Sytuacjonistów, którzy zdefiniowali ją w swoim biuletynie jako „skrót od «détournement istniejących wcześniej elementów estetycznych». Integracja aktualnych lub przeszłych produkcji artystycznych w nadrzędną konstrukcję środowiska. W tym sensie nie może być sytuacjonistycznego malarstwa czy muzyki, lecz sytuacjonistyczne wykorzystanie tych środków. W bardziej elementarnym sensie détournement w obrębie dawnych sfer kultury jest metodą propagandy, metodą ujawniającą zużywanie się i utratę znaczenia tych sfer”. Natomiast Douglas Holt w książce Cultural Strategy definiuje détournement jako „zwrócenie przejawów systemu kapitalistycznego i jego kultury medialnej przeciwko nim samym”.
Przeciwieństwem détournementu jest rekuperacja, sytuacja w której radykalne idee lub społeczny wizerunek osób negatywnie postrzeganych są wypaczane, utowarawiane i przyswajane w bardziej akceptowalnym społecznie kontekście.

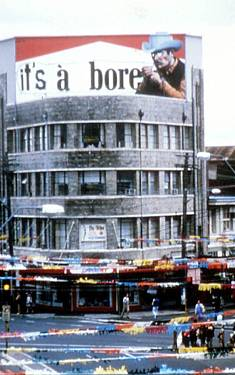
Reklama papierosów na billboardzie zamieniła się w détournement poprzez zniekształcenie wizerunku kowboja i zmianę tekstu, prawdopodobnie zawierającego słowo „Marlboro”, na „To nudne”.

## Definicja
Ogólnie rzecz biorąc, można ją zdefiniować jako wariację na temat wcześniejszych prac, w której nowo stworzone dzieło ma znaczenie antagonistyczne w stosunku do oryginału. Oryginalne dzieło medialne, które jest poddawane détouringowi, musi być w pewnym stopniu znane odbiorcy, tak aby mógł on docenić opozycję nowego przekazu. Artysta lub komentator dokonujący zmiany może ponownie wykorzystać tylko niektóre charakterystyczne elementy dzieła, z którego pochodzi.
Détournement jest podobny do parodii, ale polega na bardziej bezpośrednim wykorzystaniu lub wiernym naśladowaniu oryginalnych dzieł, a nie na konstruowaniu nowego utworu, który jedynie silnie nawiązuje do oryginału.
Guy Debord i Gil J. Wolman podzielili détournement na dwa rodzaje: détournement mniejszy (ang. minor) i détournement zwodniczy (ang. deceptive). Mniejszy détournement to détournement elementów, które same w sobie nie mają większego znaczenia, takich jak zdjęcie, wycinek prasowy, przedmiot codziennego użytku, które czerpią całe swoje znaczenie z umieszczenia ich w nowym kontekście. O zwodniczych détournementach mówimy wtedy, gdy już znaczące elementy, takie jak ważny tekst polityczny lub filozoficzny, wielkie dzieło sztuki lub utwór literacki, nabierają nowego znaczenia lub zakresu dzięki umieszczeniu ich w nowym kontekście.